# Francesco Motta
Pour les articles homonymes, voir Motta.
Francesco Motta est un musicien italien né le 10 octobre 1986 à Pise dans une famille livournaise.

## Biographie
Il devient en 2016 l'un des fondateurs du groupe Criminal Jokers, formation d'origine punk mais qui se dirige ensuite vers des sonorités plus proches de la new wave. Il est parolier, chanteur et batteur du groupe.
Criminal Jokers fait ses débuts en 2010 avec This Was Supposed to Be the Future, album produit par Andrea Appino, leader de Zen Circus. Le deuxième album de Criminal Jokers, Bestie, leur premier en italien, sort deux années plus tard. Pendant ce temps, Motta accompagne sur scène Nada, Zen Circus, Il Pan del Diavolo et Giovanni Truppi en tant que multi-instrumentiste.
Installé à Rome, il commence à étudier en 2013 la composition de musique de cinéma au Centre expérimental du Cinéma de Rome sous la direction artistique de Ludovic Bource. Depuis, il a composé la musique originale de plusieurs films et documentaires.
Son premier album solo, La fine dei vent'anni, sort le 18 mars 2016. Il a été produit par Riccardo Sinigallia, qui est aussi co-auteur sur certaines pistes. Ont également joué sur ce disque Cesare Petulicchio (Bud Spencer Blues Explosion), Giorgio Canali, Andrea Ruggiero, Alessandro Alosi (Il Pan del Diavolo) et d'autres. Lors de la tournée qui a suivi la sortie de l'album, Motta a été accompagné par Cesare Petulicchio à la batterie, Laura Arzilli à la basse, elle-même remplacée ensuite par Federico Camici, Leonardo Milani aux claviers, et Giorgio Maria Condemi à la guitare.

## Vie privée
Depuis 2017, il entretient une relation amoureuse avec l'actrice Carolina Crescentini. Ils se sont mariés, le 7 septembre 2019. 

## Récompenses
En septembre 2016, il est sélectionné pour le prix Targa Tenco 2016 dans la catégorie « Premier Album ». Il reçoit le prix le 20 septembre 2016, l'emportant de loin sur ses concurrents, Chiara dello Iacovo, Patrizia Cirulli, Andrea Tarquini et Giorginess.
Il remporte en outre le Prix Italien pour la Musique Indépendante 2016 du MEI.

## Discographie

### Solo
Albums Studio
- 2016 – La fine dei vent'anni
- 2018 – Vivere o morire

## Videoclips
- Prima o poi ci passerà (réalisé par dandaddy, 2016)
- La fine dei vent'anni (réalisé par Francesco Lettieri, 2016)
- Sei bella davvero (réalisé par Stefano Poletti, 2016)
- Del tempo che passa la felicità (réalisé par Francesco Lettieri, 2017)